# 段永福
段永福，陕西长安人，清朝軍事將領、乡勇出身。
道光二十二年四月二十一，由贵州安义镇总兵官升任廣西提督。道光二十二年四月二十二（1842年5月31日），调任浙江提督。